# Dmitrij Ušakov (ginnasta)
Dmitrij Arkad'evič Ušakov (in russo Дмитрий Аркадьевич Ушаков?; Ejsk, 15 agosto 1988) è un ginnasta russo, vincitore della medaglia d'argento nel trampolino elastico alle Olimpiadi di Londra 2012.

## Palmarès
- Giochi olimpici

Londra 2012: argento individuale.
- Mondiali

Eindhoven 2005: bronzo a squadre.
San Pietroburgo 2009: bronzo a squadre.
Birmingham 2011: bronzo a squadre.
Sofia 2013: argento a squadre.
Odense 2015: oro a squadre.
Sofia 2017: argento individuale e a squadre, bronzo nel sincro.
Tokyo 2019: oro a squadre miste e bronzo a squadre.
- Giochi mondiali

Cali 2013: argento nel sincro.
- Giochi europei

Baku 2015: oro individuale e nel sincro.
- Europei

Odense 2008: oro a squadre e bronzo individuale.
San Pietroburgo 2012: oro individuale e a squadre.
Guimarães 2014: oro a squadre e argento individuale.
Valladolid 2016: oro a squadre e argento individuale.
Baku 2018: oro a squadre.